# Haworthia bolusii var. pringlei
Haworthia bolusii var. pringlei és una varietat de Haworthia bolusii del gènere Haworthia de la subfamília de les asfodelòidies.

## Descripció
Haworthia bolusii var. pringlei és una suculenta perennifòlia que forma rosetes de fulles carnoses, acuminades i lanceolades; de color verd blavós amb petites dents ocasionals als marges i a la punta. Les fulles s'assequen i es contrauen durant la sequera. Pot fer fillols de forma lenta.

## Distribució i hàbitat
Aquesta varietat creix a la província sud-africana del Cap Oriental, concretament a l'est de Somerset East i al voltant de Ripon.

## Taxonomia
Haworthia bolusii var. pringlei va ser descrita per (C.L.Scott) M.B.Bayer i publicat a Haworthiad 16: 62, a l'any 2002.
Etimologia
Haworthia: nom en honor del botànic britànic Adrian Hardy Haworth (1767-1833).
bolusii: epítet en honor de Gerhard Rossouw, jardiner del Jardí Botànic Nacional de Kirstenbosch i del Jardí Karoo de Worcester.
var. pringlei: epítet en honor del sud-africà Victor L. Pringle, el qual va recol·lectar per primera vegada el 1973 el tàxon de varietats de "Haworthia decipiens".
Sinonímia
- Haworthia pringlei C.L.Scott, Bradleya 12: 103 (1994). (Basiònim/Sinònim substituït)
- Haworthia decipiens var. pringlei (C.L.Scott) M.B.Bayer, Haworthia Revisited: 67 (1999).[7]